# Maximin Isnard
Maximin Isnard (Grasse, 24 febbraio 1758 – Grasse, 2 marzo 1825) è stato un politico francese.
Commerciante di profumi sotto l'Ancien Régime, fu eletto all'Assemblea legislativa nazionale nel 1791. Rieletto alla Convenzione nazionale nel 1792, aderì al gruppo dei Girondini e ne fu uno dei leader. Dopo le giornate anti-girondine del 31 maggio e del 2 giugno 1793, alle quali si oppose formalmente, si diede alla clandestinità e sfuggì alla repressione montagnarda. Dopo il 9 Termidoro, fu reintegrato come deputato e adottò politiche reazionarie. Viene rieletto al Consiglio dei Cinquecento, che lascia nell'anno VI (1797). Rientrato nella natìa Grasse, riprende la sua attività di commerciante. Nominato barone durante il Primo impero nel 1813, non ebbe comunque ripercussioni quando i Borboni ritornarono al potere nel 1814 e di nuovo nel 1815.

## Biografia

### Origini familiari
Era nipote da parte di padre di Jacques Isnard, curatore e mercante che fu signore di Deux-Frères e d'Esclapon, e di Claire Courmes, entrambi provenienti da antiche famiglie borghesi di Grasse.
Sua sorella Françoise (1722-1805) sposò Antoine Court, da cui ebbe diversi figli: Honoré, Michel e Joseph Court d'Esclapon e di Fontmichel.

### Matrimonio e discendenza
Isnard sposò nel 1778 Madeleine Clérion da cui ebbe l'unico figlio Jean-Jacques (1784-1845), collezionista privato di finanza, che nel 1813 sposò Eugénie-Gabrielle Luce, figlia del banchiere Honoré-François Luce. Il figlio di Jean-Jacques, Joseph-Honoré (1817-1898), fu confermato barone Isnard con lettere patenti del 7 settembre 1864.

### Carriera durante l'Ancien Régime
Membro della borghesia mercantile, Isnard possedeva una profumeria a Grasse, prima di aprire una fabbrica di seta e sapone.

### Periodo rivoluzionario

#### Mandato all'Assemblea Legislativa
Nel maggio 1789, gli Stati Generali convocati da Luigi XVI l'anno precedente si riunirono a Versailles e formarono l'Assemblea Nazionale Costituente il 17 giugno. I privilegi e le leggi feudali furono aboliti la notte del 4 agosto 1789 e la Dichiarazione dei diritti dell'uomo e del cittadino fu proclamata il 26 agosto, poi firmata dal Re sotto la pressione della manifestazione delle donne il 5 ottobre.
Nel settembre 1791, Isnard fu eletto deputato per il dipartimento del Var, quarto di otto, all'Assemblea nazionale legislativa. Frequenta la Société des Amis de la Constitution, nota come Club dei giacobini, di cui è segretario alla fine di ottobre e presidente all'inizio del mese di dicembre dello stesso anno.
In questo periodo Isnard divenne amico di Jacques Pierre Brissot. Fin dall'inizio del suo mandato, chiese l'espulsione dalla Francia dei preti refrattari e la messa in stato d'accusa dei fratelli del re, il conte di Provenza e il conte d'Artois. Votò anche a favore della messa in accusa di Bertrand de Molleville, ministro della Marina, di Valdec de Lessart, ministro degli Esteri, e del marchese Lafayette. Dopo la caduta della monarchia, il 10 agosto 1792, sostenne le nomine di Clavière, Roland e Servan al Consiglio esecutivo provvisorio.

#### Mandato alla Convenzione
Nel settembre 1792, Isnard fu rieletto alla Convenzione Nazionale come deputato del Var, quarto di otto deputati. Il 21, all'apertura della sessione parlamentare, la monarchia viene ufficialmente abolita e il giorno successivo viene proclamato l'Anno I della Repubblica. All'inizio del suo mandato, insieme ad Aubry ed Espinassy, anch'essi girondini, fu inviato in missione a Perpignano. Essi annunciano la cattura della città di Sospello da parte del generale d'Anselme nel mese di novembre.
Isnard siede sui banchi della Gironda, difendendo la proprietà privata e il ripristino dell'ordine contro l'influenza della Comune insurrezionale di Parigi. Durante il processo a Luigi XVI, si espresse a favore della condanna a morte, rifiutando l'appello al popolo e la sospensione dell'esecuzione, a differenza di Brissot che votò a favore di queste due misure. A fine marzo è eletto membro del Comitato di Difesa generale. All'inizio di aprile del 1793, in risposta alla sconfitta di Neerwinden e al tradimento di Dumouriez, insieme a Barère, Danton, Mathieu e Thuriot, fu incaricato di redigere una proposta per la creazione del Comitato di salute pubblica; consegnò lui stesso la relazione, ma non fu eletto nel Comitato. Votò contro la messa in stato d'accusa di Jean-Paul Marat, dichiarando di essere stato inizialmente favorevole e condividendo il suo “timore di essere [lui stesso] l'inganno di un intrigo”. Marat lo denunciò tuttavia un mese dopo nel suo diario come membro della “fazione degli statisti”. 
Il 16 maggio 1793, Isnard divenne presidente della Convenzione, sconfiggendo il candidato montagnardo Thuriot. La sua presidenza fu particolarmente turbolenta: durante la seduta del 25, rispose alla deputazione della Comune venuta a protestare contro l'arresto di Hébert ordinato dalla Commissione dei Dodici che “se mai la Convenzione fosse svilita, se mai, da una di queste insurrezioni che dal 10 marzo si rinnovano continuamente, [...] Parigi sarebbe annientata” e che “presto si cercherebbero sulle rive del fiume per prendere il posto di Hébert”. Parigi sarà annientata” e che "presto si guarderà sulle rive della Senna per vedere se Parigi è mai esistita"; durante la seduta del 27, provocò l'ira della deputazione della sezione della Cité che era venuta a chiedere la liberazione del suo presidente e l'abolizione della Commissione dei Dodici e, su pressione della Montagna e dei tribuni, dovette cedere la presidenza a Boyer-Fonfrède. Votò a favore della ricostituzione della Commissione, che era stata sciolta il giorno stesso. Alla fine delle giornate del 31 maggio e del 2 giugno, i sezionari chiesero l'arresto di Isnard, che decise di autosospendersi dalla carica. Non fu arrestato, ma gli fu ordinato di non lasciare la capitale. Il 3 ottobre 1793 fu incriminato davanti al Tribunale rivoluzionario in seguito al rapporto di Amar a nome del Comitato di sicurezza generale, ma si sottrasse al decreto e si nascose con d'Espinassy, anch'egli ricercato.
Il procedimento contro i deputati messi fuori legge fu revocato nell'anno Frimaio II (dicembre 1794) e furono reintegrati nelle loro funzioni nell'anno Ventoso III (marzo 1795). Tornato alla Convenzione, Isnard aderì alla politica termidoriana e denunciò gli ex membri del Comitato di Pubblica Sicurezza. Attacca Robert Lindet, che difende il 31 maggio e il 2 giugno. Isnard fu inviato in missione nei dipartimenti delle Basse Alpi e delle Bocche del Rodano tra l'anno Fiorile III (maggio 1795) e l'anno Vendemmiaio IV (ottobre 1795). Durante la sua missione, appoggiò il massacro dei giacobini marsigliesi incarcerati a Fort Saint-Jean, anche se riuscì a difendersi dalle accuse di realismo che gli furono rivolte.

### Dal Direttorio alla Restaurazione (1795-1825)

#### Periodo del Direttorio (1795-1799)
Il 13 ottobre 1795, Isnard fu rieletto deputato al Consiglio dei Cinquecento per il dipartimento del Var. Si schierò con la destra reazionaria, vicina al realismo. Poco dopo questa elezione, fu denunciato come uno dei responsabili del Terrore bianco che attaccò i giacobini.
Durante la legislatura non ebbe cariche rilevanti e lasciò il suo seggio nel 1797. Si unì quindi all'amministrazione del suo dipartimento.
Dopo un lungo percorso spirituale iniziato nel 1793, riscoprì la fede cattolica che aveva perso da bambino.

#### Periodo napoleonico (1799-1814)
Appoggiò senza problemi Napoleone Bonaparte, che lo nominò barone dell'Impero nel 1813.
Nel 1802 pubblica un trattato nel quale spega le tappe del suo ritorno al cattolicesimo. Il conte di Fortia de Piles racconta che ogni anno, il 21 gennaio, Isnard si recava a pregare a Place de la Concorde, sul luogo dove fu ghigliottinato Luigi XVI.

#### Periodo della Restaurazione (1814-1825)
Fu probabilmente quest'ostentato rimorso che evitò al regicida di essere messo fuorilegge durante la Restaurazione.
Nel 1814, all'abdicazione di Napoleone, sostiene Luigi XVIII, mentre nel periodo dei Cento giorni, si lega di nuovo all'imperatore. Dopo Waterloo, non si fa problemi a cambiare bandiera, appoggiando di nuovo il ritorno dei Borboni, ma non otterrà più alcun incarico politico.

### Morte
Morì nell'anonimato nel 1825 nella sua città natale, Grasse.

## Giudizi postumi
Lo storico Marcel Dorigny scrive: “Nella Gironda, Isnard incarnava la tendenza a provenire da ambienti modesti, arricchiti da un'attività direttamente legata alla vita economica e desiderosi di sancire la legittimità di questa ascesa sociale attraverso una legislazione al tempo stesso liberale e conservatrice del nuovo ordine sociale”.